# Таємний український університет
Льві́вський (тає́мний) украї́нський університе́т (ТУУ), Український таємний університет (УТУ) — український нелегальний вищий навчальний заклад у Львові. Заснований у липні 1921 року, проіснував до 1925 року. Структура організована завдяки зусиллям студентів та викладачів, котрі наважилися нести українську освітню ідею, попри постійні заборони, переслідування та ув’язнення з боку польської влади.

## Передумови створення

#### 18–19 століття
Боротьба за існування українського університету у Львові тривала десятиліттями. Ще у 1661 було засновано Львівський університет, що тримався на плаву в основному завдяки податкам місцевих громадян. Викладання там велося німецькою. У 1787 при цьому університеті було засновано український інститут «Studium Ruthenum», де окремі предмети викладались українською (при цьому аналогічного польського інституту при університеті не було). Згодом польська шляхта стала потроху завойовувати прихильність австрійських керманичів, і все закінчилось тим, що в 1867 році в університеті було відкрито аж три кафедри, де викладалось польською. У 1879 році, коли поляки завоювали ще більше прихильності австрійського уряду, навіть мовою внутрішнього урядування університету стала польська, а не німецька.
Отож, ще з 1860-х роках українська молодь активно виступала за українську мову та створення українських катедр в університеті. Активісти збирали однодумців, було кілька віче, навіть писали звернення і виступали в соймі, проте реакції з боку правління не було. Аж в 1898 році о. Данило Танячкевич знову заговорив про окремий Український університет, цю ідею підтримали НТШ та Просвіта, проте відповіддю віденського уряду було лише створення ще одної катедри української літератури. Відбулося ще кілька мітингів, були навіть сутички українських і польських студентів з пораненими, проте результату не було.

#### Період сецесії
Потім був період сецесії – українські студенти масово покидали Львів, фінансуючи поїздки власними коштами і коштами народу. В ній взяли участь близько 440 студентів Львівського національного університету імені Івана Франка. Сецесію 1901–1902 років підтримав навіть греко-католицький митрополит Андрей Шептицький, було створено спеціальний «Сецесійний фонд» для продовження навчання студентів-українців ув університетах імперії: у Відні, Празі й Граці, а також у Кракові. Сецесії тривали від 1 грудня 1901 року до літнього семестру 1902 року.

#### Активізація боротьби на початку XX століття
Десь у 1904 серед українських науковців виникла думка створити приватний університет, але тоді було створено тільки курси українознавства.
У 1906 і 1907 роках українські студенти активно організовували віча для відстоювання своїх прав у стінах університету, які переростали в масові бійки з пораненими та заарештованими. У цих роках було кілька трагічних імматрикуляцій, що закінчувались бійками через те, що були проведені польською мовою. 
Наступне протистояння у стінах університету сталося 23 січня 1907 року. Українські студенти зібралися на віче, щоб обговорити питання прав української мови і проведення імматрикуляції. Університетський секретар професор Вінярж, проходячи повз українців, своє невдоволення висловив словами «гайдамацька дич», «українська дич». Присутні не стерпіли образ, побили секретаря, розгромили актовий зал, звели барикаду, на університетському будинку вивісили синьо-жовтий прапор. Ректор викликав поліцію, і 153 студенти були заарештовані. Дорогою до поліційного відділення арештовані співали «Ще не вмерла Україна», «Не пора» тощо.

#### Сутички 1 липня 1910 року та смертьАдама Коцка
Як повідомляла львівська преса, 1 липня 1910 року, о 8:30, українські студенти в ІІІ залі Університету організували віче, на якому були присутні близько 300 осіб. Причиною стало те, що австрійський уряд (через блокування польських парламентарів) вкотре не розпочав процедуру виокремлення українських кафедр Львівського університету в окрему установу.
Студенти-поляки, які в цей день перебували в меншості, але сподівалися перешкодити перетворенню віча на ходу вулицями міста, почали зводити барикади. Частина українців вирішила їм завадити. Розпочалася бійка з використанням палиць та меблів, стрілянина з обох боків. Поліція прибула на місце подій через 15 хвилин після початку перестрілки. Поліція заарештувала 128 студентів-українців, яких засудили до короткотермінового ув'язнення (від двох тижнів до 7 місяців). В результаті сутичок був один загиблий: 21-річний студент права, третьокурсник Адам Коцко, та 28 поранених з обох боків.

#### Післявоєнний період
У 1918 році на території Галичини запанувала польська влада. Розуміючи важливість освітніх реформ, зміни, в першу чергу торкнулися інтелектуальної сфери. У Львівському університеті (який було перейменовано на університет імені Яна Казимира) польська влада провела нововведення, які зовсім не влаштовували українське студентство. Крім того, що мова викладання в університеті була польська, у 1919 році було також затверджено документ, в якому йшлося про ліквідацію усіх українських кафедр та сповіщено про звільнення усіх українських професорів. Проте, саме квота, майже остаточно нівелювала можливість потрапити українцеві в університет, за якою зі 100% студентів тільки 11% місць могли бути надані іноземцям (і то за однієї важливої умови: потрібно було мати польське громадянство або служити у польській армії). В основному це були євреї і тільки в поодиноких випадках українці. Тому перед українським студентством, на порядку денному, виникнуло питання про встановлення українського вищого навчального закладу, на кшталт університету. Особливо актуальним це питання видалось після повернення додому вояків Української Галицької Армії – студентів, котрі прагнули завершити навчання. Умови, які створила польська влада, змусили діяти молодіжні організації та наукові кола, зокрема Наукове товариство Шевченка та інші, у справі забезпечення вищою освітою української молоді.

## Відомості
Університет був заснований за ініціативи Наукового товариства імені Шевченка, Товариства українських наукових викладів імені Петра Могили та Ставропігійського Інституту у Львові, як реакція на дії польської влади. Останнє було спричинено рішенням стосовно обов'язку студентів Львівського університету та Політехніки служити в польській армії.

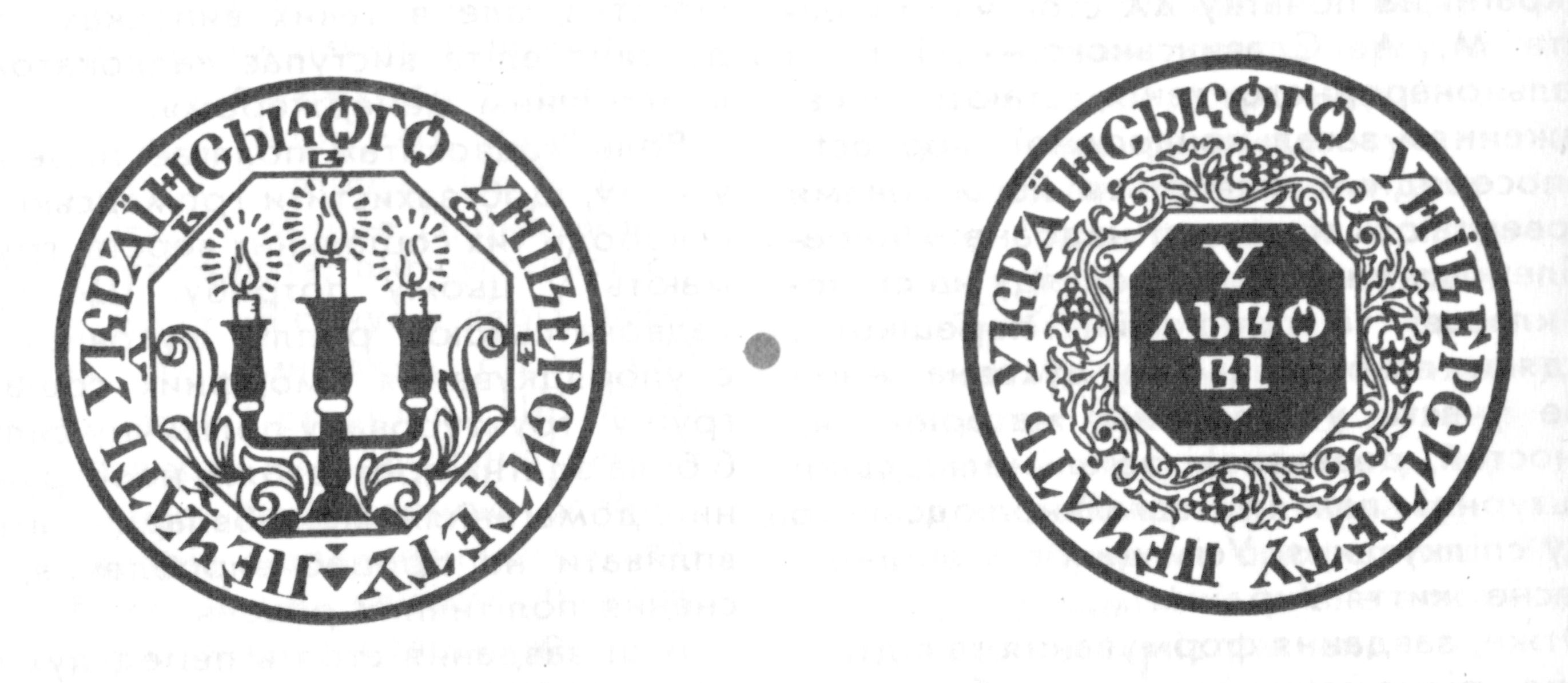
Печатки Українського таємного університету. Створені 1923 року художником Р. Лісовським

Рішення приступити до створення ТУУ було прийнято на з'їзді українського студентства у Львові у липні 1921 року. В середині вересня 1921 року новостворений навчальний заклад розпочав свою роботу. Університет діяв нелегально, на громадських засадах.
На відміну від створеного у цьому ж 1921 році в екзилі (Відень, пізніше Прага) легального Українського вільного університету, ТУУ забезпечував не тільки філософський та правничий напрямки освіти. У перший рік свого існування університет мав три відділи (факультети): філософський, юридичний (правничий), медичний, пізніше було утворено технічний відділ. 1922 року на базі технічного відділу у Львові було створено Українську (таємну) Високу Політехнічну Школу (існувала в 1922—1925 роках). 1924 року до університету формально було приєднано ще й факультет мистецтва під керівництвом Олекси Новаківського і протекторатом Андрея Шептицького. В університет записалося 1028 студентів. З них:
- на філософський факультет — 235;
- на юридичний — 608;
- медицини — 185[1].

Крім того було ще 230 надзвичайних студентів. Отже всіх записаних в університет нараховувалось — 1258. На технічному відділі навчалось 150 студентів.
Першим ректором Л(т)УУ був доктор Василь Щурат, потім Мар'ян Панчишин, Євген Давидяк (1923-27 Ректором Високої Політехнічної Школи було обрано Віктора Лучківа.
У 1924—1925 роках на трьох відділах університету нараховувалося 58 кафедр. На філософському факультеті було 22 кафедри, юридичному — 26, медичному — 10. На філософському та юридичному факультетах навчання тривало 4 роки, на медичному та в політехніці — 2 роки. Після двох років навчання у Львові студенти медицини та політехніки мали змогу продовжувати навчання у вищих навчальних закладах Праги, Відня, Гданська. 1921 року для керівництва справами у закладі був створений Сенат університету, до складу якого входили Василь Щурат, Мирон Кордуба (декан історичного факльтету), Іван Крип'якевич, Іван Раковський, Володимир Вергановський (декан юридичнного факультету), М. Левицький, Роман Ковшевич, Іван Куровець (декан медичного факультету), Максим Музика. Серед викладачів університету були відомі українські вчені: Іван Крип'якевич, Кирило Студинський, Іван Фещенко-Чопівський, М. Корчинський, Степан Балей, Михайло Возняк, Михайло Галущинський, Леонід Білецький, Філарет Колесса, Івана Зілинського, Іларіон Свєнціцький, Володимир Левицький, Микола Чайковський, Микола Чубатий, Володимир-Степан Старосольський, Степан Шухевич, Юліан Гірняк, Володимир Охримович, Микола Сабат та інші.

Виказка викладів студента філософського відділу Михайла Драгана

Незважаючи на складні умови, пов'язані з нелегальним існуванням, рівень викладання і підготовки спеціалістів в університеті був високим. Студенти університету мали свої численні молодіжні організації, серед яких «Український Студентський Союз», «Академічна громада», «Медична Громада», «Гурток Правників», «Крайова Студентська Рада» та інші. Науковий гурток істориків видавав журнал «Історичний Вісник».
Звичайно умови навчання і праці в ТУУ були далекі від ідеальних. Заняття проводились в приміщеннях НТШ, «Просвіти», Національного музею, закладах «Рідної Школи», підвалах собору св. Юра, на приватних квартирах викладачів і студентів.
Лише студенти філософського і правничого факультетів мали змогу прослухати університетський курс повністю, на відміну від медичного та політехнічного відділів, де навчання тривало 4 семестри. Навчання в університеті відбувалося в умовах суворої конспірації, з переслідуванням та арештами польською поліцією студентів та професорів. Матеріальне забезпечення університету здійснювали самі студенти. Матеріальну підтримку діяльності університету надавали українські господарсько-економічні установи, частина фінансової допомоги поступала від численної еміграції із Чехословаччини, США і Канади. З цих джерел покривалися видатки університету, а також за згодою й апробацією Студентського допомогового товариства, яке очолював студент правничого відділу М. Матчак, надавалася фінансова допомога студентам.
Викладачі та студенти університету зазнавали постійних переслідувань з боку польських органів влади. Заходи національних громадсько-політичних організацій і українських депутатів польського сейму, спрямовані на легалізацію діяльністі ТУУ, були безуспішними. Переслідування та арешти польською поліцією студентів та професорів, відсутність матеріальної бази і нестача коштів, урядова заборона службовцям державних установ викладати в університеті та дискримінація випускників привела до припинення діяльності ТУУ в 1925 році.
Існують також свідчення про те, що ТУУ можливо проіснував до 1926 року. Зокрема, відомий композитор Микола Колесса, який навчався в ТУУ у 1923—1924 роках, а його батько композитор Філарет Колесса викладав тут у 1921—1923 роках, подає в інтерв'ю період існування УТУ з 1921 року до 1926 року. За словами Колеси, окремі групи студентів продовжували вчитися й після того, як було оголошено про припинення діяльності закладу. Крім цього, канцелярія ТУУ продовжувала працювати ще рік після завершення його діяльності і видавала довідки про навчання колишнім студентам, щоб вони могли продовжити навчання в інших закладах. Про це ж свідчать знайдені матеріали до біографії вченого-психолога Ярослава Цурковського, які вказують на те, що він навчався в ТУУ у 1923—1926 роках.